# 's-Graveland
Pour les articles homonymes, voir 's-Graveland (homonymie).
's-Graveland est une ville dans la commune de Wijdemeren, appartenant à la province néerlandaise de la Hollande-Septentrionale.
Le district statistique comprenant la ville et les environs a une population de 1 180 habitants (2005).
Avant le 1er janvier 2002, 's-Graveland était une commune indépendante. À cette date les anciennes communes de Nederhorst den Berg, de Loosdrecht et de 's-Graveland fusionnèrent pour créer Wijdemeren.

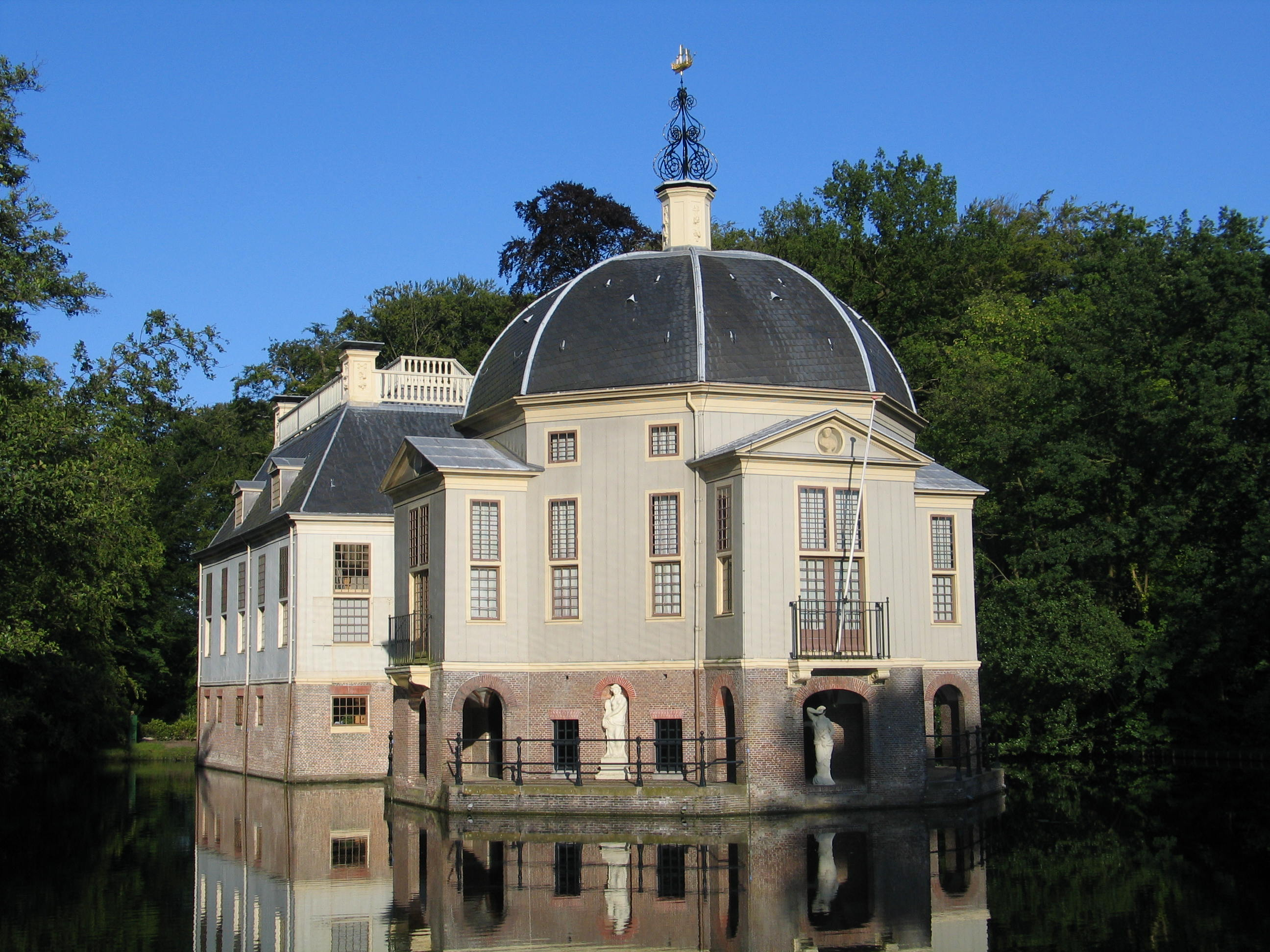
Kasteel Trompenburgh 's Graveland

's-Graveland est connu par ses buitenplaatsen, grandes résidences de la bourgeoisie d'Amsterdam. Les plus connus sont Trompenburgh, construite par l'amiral Cornelis Tromp, et Schaep en Burgh, siège du Vereniging Natuurmonumenten, la plus grande société de conservation de la nature Néerlandaise.
C'est également la ville natale de Gustav Leonhardt, le célèbre organiste, claveciniste et chef d'orchestre qui s'est illustré dans la musique baroque.